# 조프루아관박쥐
조프루아관박쥐(Rhinolophus clivosus)는 관박쥐과에 속하는 박쥐의 일종이다. 아프리카에서 발견된다. 자연 서식지는 아열대 또는 열대 기후 지역의 습윤 저지대 숲과 지중해성 관목 식생 지대와 동굴 그리고 기타 지하 서식지, 뜨거운 사막 지대이다.